# Твін-Лейкс (Міннесота)
Твін-Лейкс (англ. Twin Lakes) — місто (англ. city) в США, в окрузі Фріборн штату Міннесота. Населення — 134 особи (2020).

## Географія
Твін-Лейкс розташований за координатами 43°33′39″ пн. ш. 93°25′25″ зх. д. / 43.56083° пн. ш. 93.42361° зх. д. (43.560906, -93.423540).  За даними Бюро перепису населення США в 2010 році місто мало площу 1,33 км², з яких 1,27 км² — суходіл та 0,06 км² — водойми.

## Демографія
Згідно з переписом 2010 року, у місті мешкала 151 особа в 76 домогосподарствах у складі 38 родин. Густота населення становила 114 особи/км².  Було 85 помешкань (64/км²).
Расовий склад населення:
| - 97,4 % — білих - 2,0 % — осіб інших рас |

До двох чи більше рас належало 0,7 %. Частка іспаномовних становила 2,0 % від усіх жителів.
За віковим діапазоном населення розподілялося таким чином: 17,9 % — особи молодші 18 років, 70,8 % — особи у віці 18—64 років, 11,3 % — особи у віці 65 років та старші. Медіана віку мешканця становила 49,5 року. На 100 осіб жіночої статі у місті припадало 122,1 чоловіків;  на 100 жінок у віці від 18 років та старших — 125,5 чоловіків також старших 18 років.
Середній дохід на одне домашнє господарство  становив 51 241 долар США (медіана — 42 083), а середній дохід на одну сім'ю — 57 039 доларів (медіана — 37 250). За межею бідності перебувало 10,8 % осіб, у тому числі 8,3 % дітей у віці до 18 років та 0,0 % осіб у віці 65 років та старших.
Цивільне працевлаштоване населення становило 95 осіб. Основні галузі зайнятості: мистецтво, розваги та відпочинок — 25,3 %, виробництво — 18,9 %, освіта, охорона здоров'я та соціальна допомога — 12,6 %, роздрібна торгівля — 8,4 %.